# Klivie
Die Klivie (Clivia miniata) ist eine Pflanzenart aus der Gattung der Klivien (Clivia) in der Familie der Amaryllisgewächse (Amaryllidaceae). Sie ist ursprünglich im Südlichen Afrika beheimatet, und einige Sorten werden weltweit als Zierpflanzen verwendet.

## Beschreibung
Clivia miniata wächst als ausdauernde krautige Pflanze, die Wuchshöhen von etwa 45 cm erreicht. Es werden Rhizome gebildet. Sie vermehrt sich ab einem gewissen Alter vegetativ durch die Ausbildung von Nebentrieben. Die grundständig und mehr oder weniger zweizeilig angeordneten Laubblätter sind ungestielt. Die einfachen, dunkelgrünen, glänzenden Blattspreiten sind bei einer Breite von bis zu 6 cm schwertförmig. 

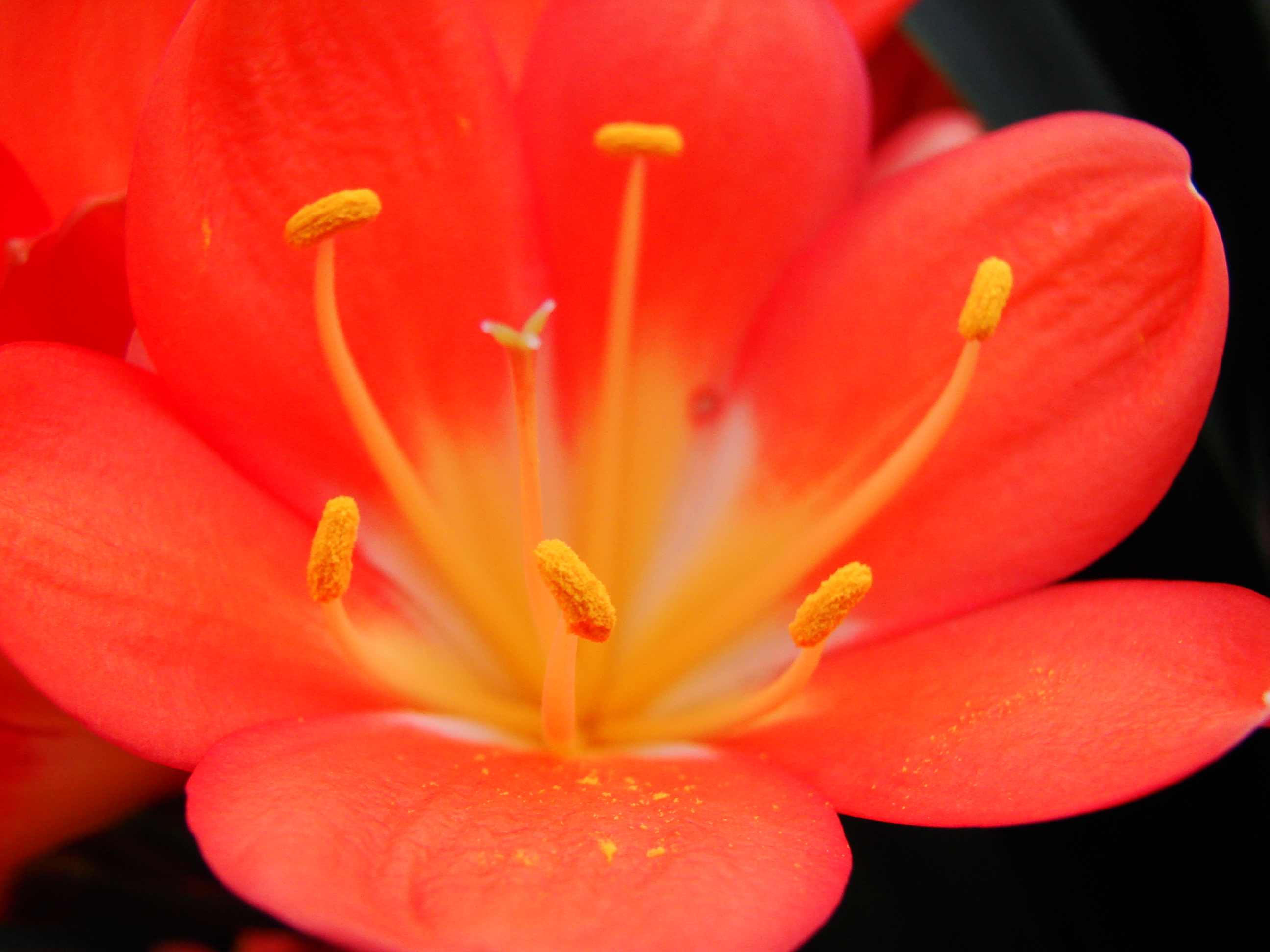
Detail einer Blüte, gut zu erkennen sind die sechs Staubblätter und die dreispaltige Narbe.

Auf einem kräftigen, aufrechten Blütenstandsschaft stehen in einem doldigen Blütenstand 10 bis 20 Blüten zusammen. Die zwittrigen Blüten sind radiärsymmetrisch und dreizählig. Die sechs gleichgestaltigen Blütenhüllblätter sind nur kurz verwachsen und sind orangefarben bis rot mit gelbem Schlund. Es sind sechs Staubblätter vorhanden. Der Griffel endet in einer dreispaltigen Narbe. Die runden oder ovalen Beeren färben sich beim Reifen rot. Die Reifung der Beeren kann über ein Jahr dauern. Mitunter kommt Viviparie vor; in diesem Fall beginnen die Samen schon in den reifen Beeren zu keimen. Dabei bohrt sich zuerst die Pfahlwurzel des Sämlings durch die Beerenhülle.
Die Chromosomenzahl beträgt 2n = 22.

## Giftigkeit
Aufgrund des enthaltenen Alkaloids Lycorin sind die Pflanzenteile giftig.

## Vorkommen
Die Heimat der Clivia miniata liegt in Eswatini und den südafrikanischen Provinzen KwaZulu-Natal, Ostkap und Mpumalanga. Dort gedeiht sie in Tälern mit lehmigen bis humosen Böden, bevorzugt auf durchlässigen Untergründen.

## Nutzung

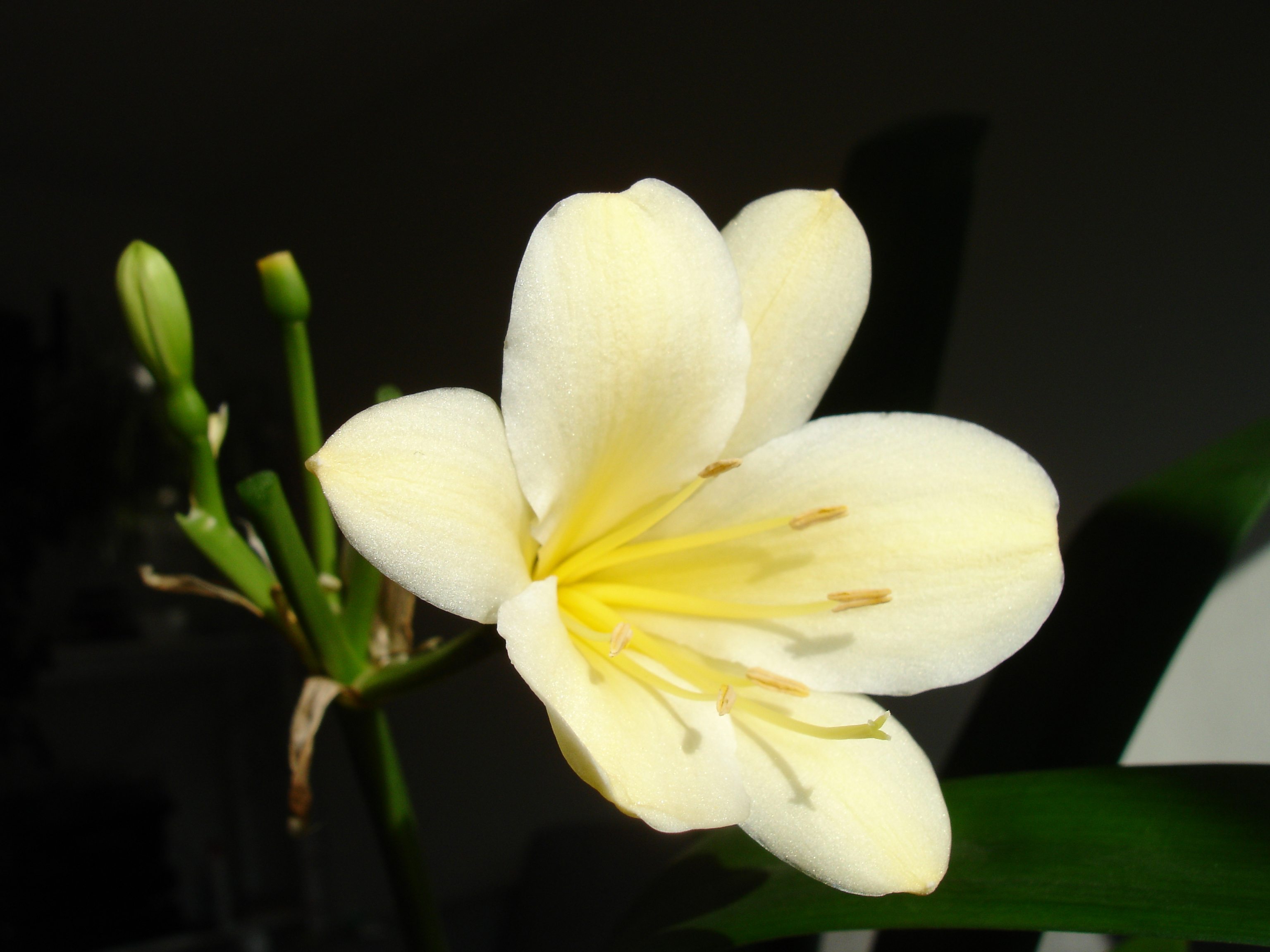
Clivia miniata var. citrina

In Europa wurde Clivia miniata etwa um 1850 eingeführt. Lange Zeit war sie eine beliebte Zimmerpflanze, ist aber nicht mehr sehr in Mode.
Einige Sorten oder Varietäten sind (Auswahl):
- Clivia miniata var. citrina W.Watson: Dies ist eine Form mit cremegelben Blütenblättern.
- Clivia miniata striata: Diese Form besitzt creme gestreifte Blätter.

### Kulturbedingungen
Die Klivie verträgt nur kurzzeitigen leichten Frost bis etwa −2 °C. Sie benötigt im Sommer relativ viel Wasser, sollte aber im Herbst (ab etwa Oktober) und Winter relativ trocken gehalten werden, damit sie ihre Winterruhe einhält.
Die generative Vermehrung durch Aussaat der Samen gilt als langwierig, von der Aussaat bis zur ersten Blüte vergehen in der Regel mindestens drei Jahre. Da Selbstbestäubung möglich ist, wird nur ein Exemplar zur Samengewinnung benötigt. Die vegetative Vermehrung erfolgt durch das Abtrennen von Nebentrieben, die sich an älteren Pflanzen bilden. Die Nebentriebe werden von der Pflanze abgetrennt, sobald sie kräftig genug sind (sich mindestens 3 Blattpaare gebildet haben) und über eigene Wurzeln verfügen.

## Taxonomie
Diese Art wurde 1854 durch John Lindley in Gardeners' Chronicle, London 1854, S. 119, 149 unter dem Namen (Basionym) Vallota miniata erstbeschrieben. Sie wurde 1864 von Eduard August von Regel in Gartenflora, Band 13, Tafel 434 in die Gattung Clivia gestellt. Weitere Synonyme für Clivia miniata (Lindl.) Regel sind: Clivia sulphurea Laing, Imantophyllum miniatum Hook. Das Artepitheton miniata bedeutet menningfarben und bezieht sich auf die Farbe der Blüten.

## Bilder

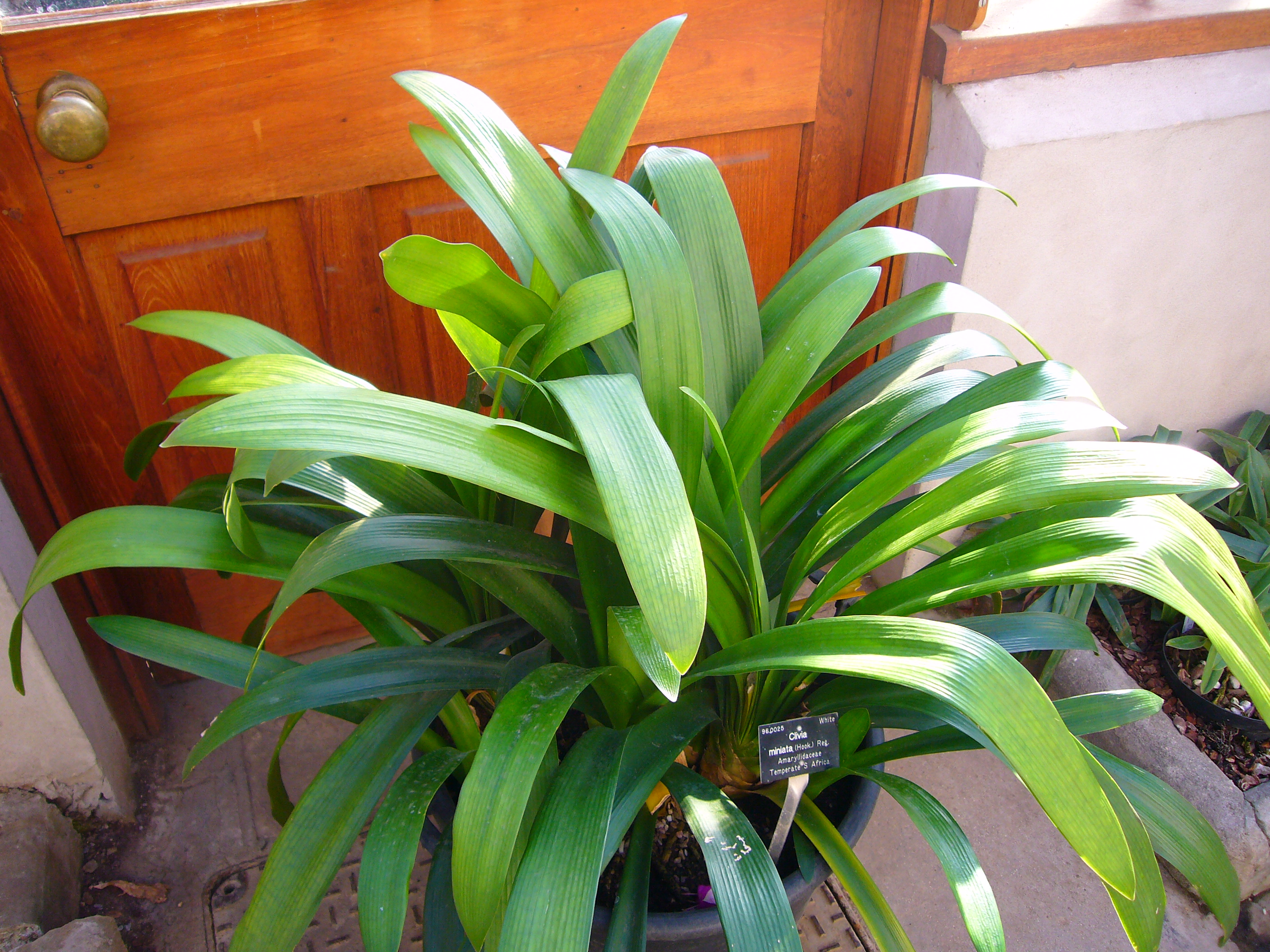
Pflanze ohne Blüten
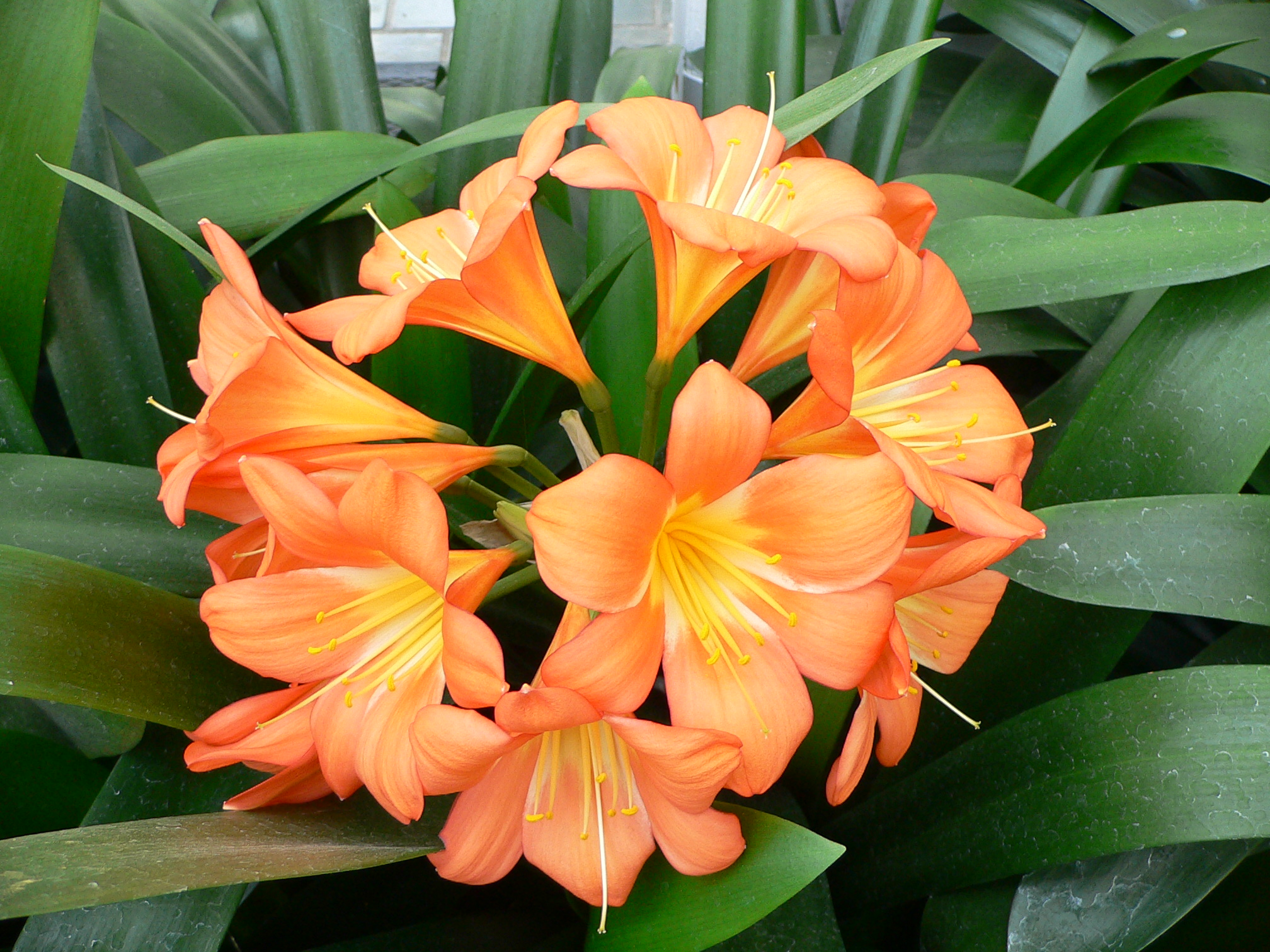
Blütenstand
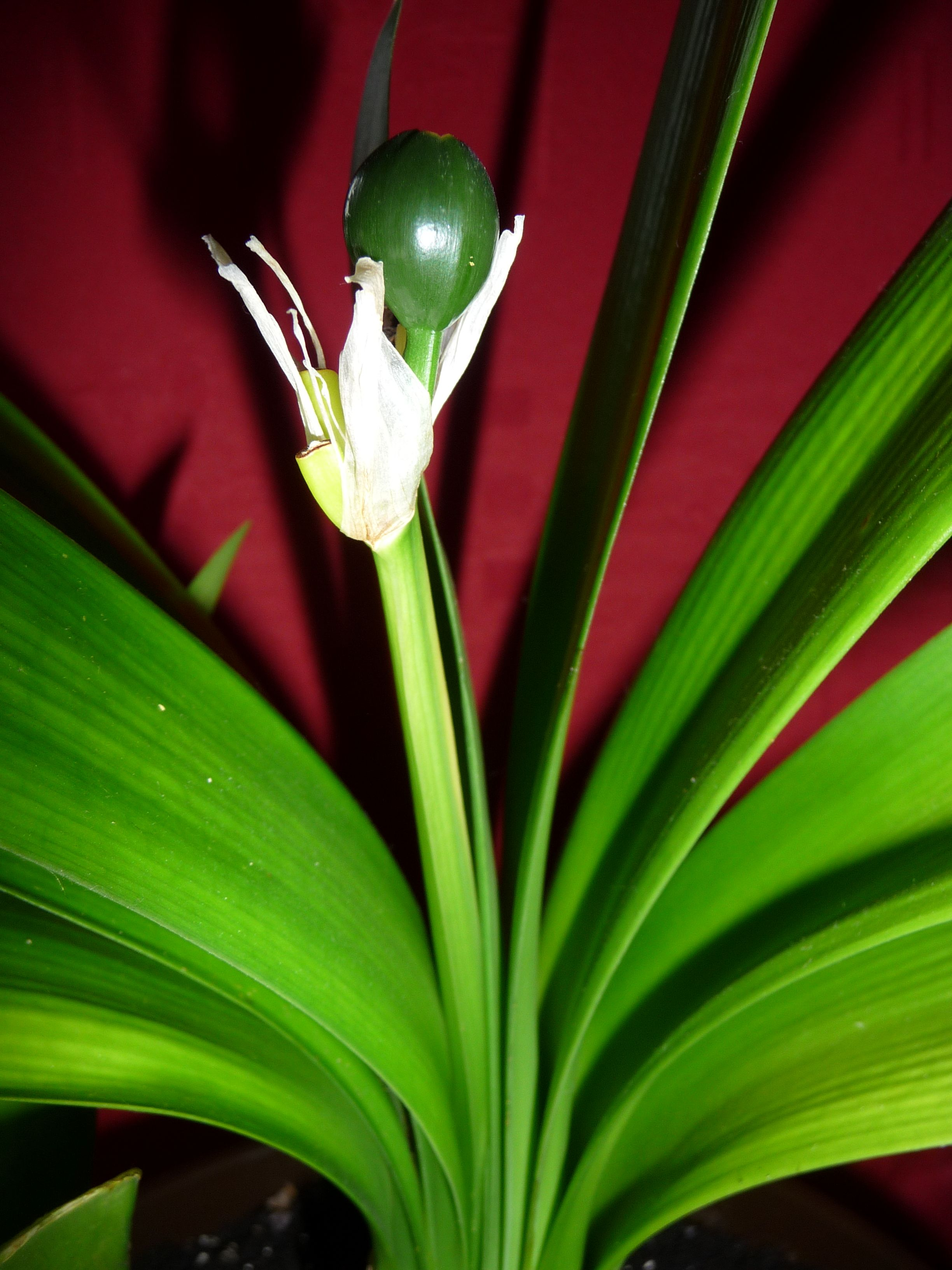
Unreife Frucht
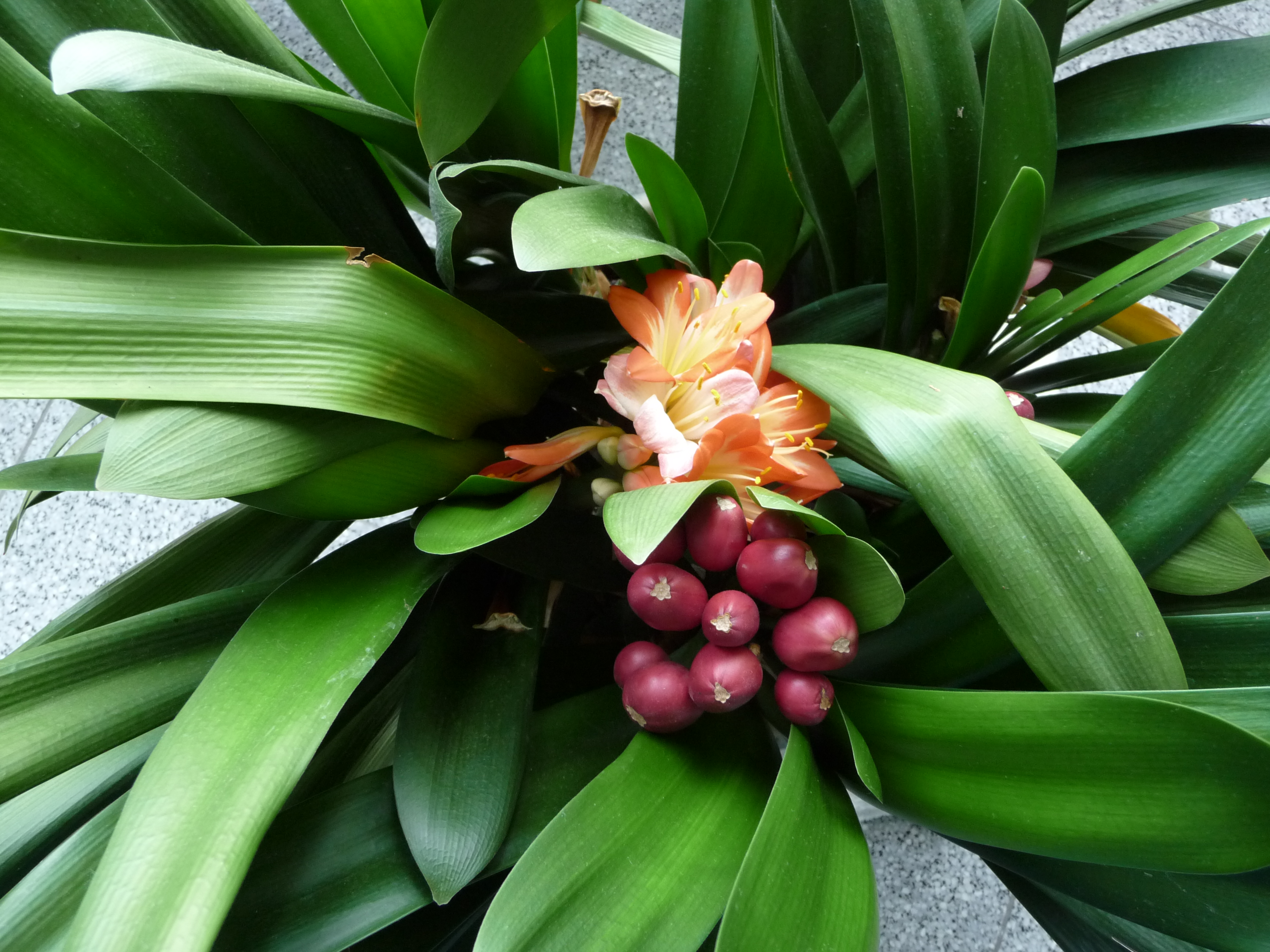
Reife Früchte und neue Blüten
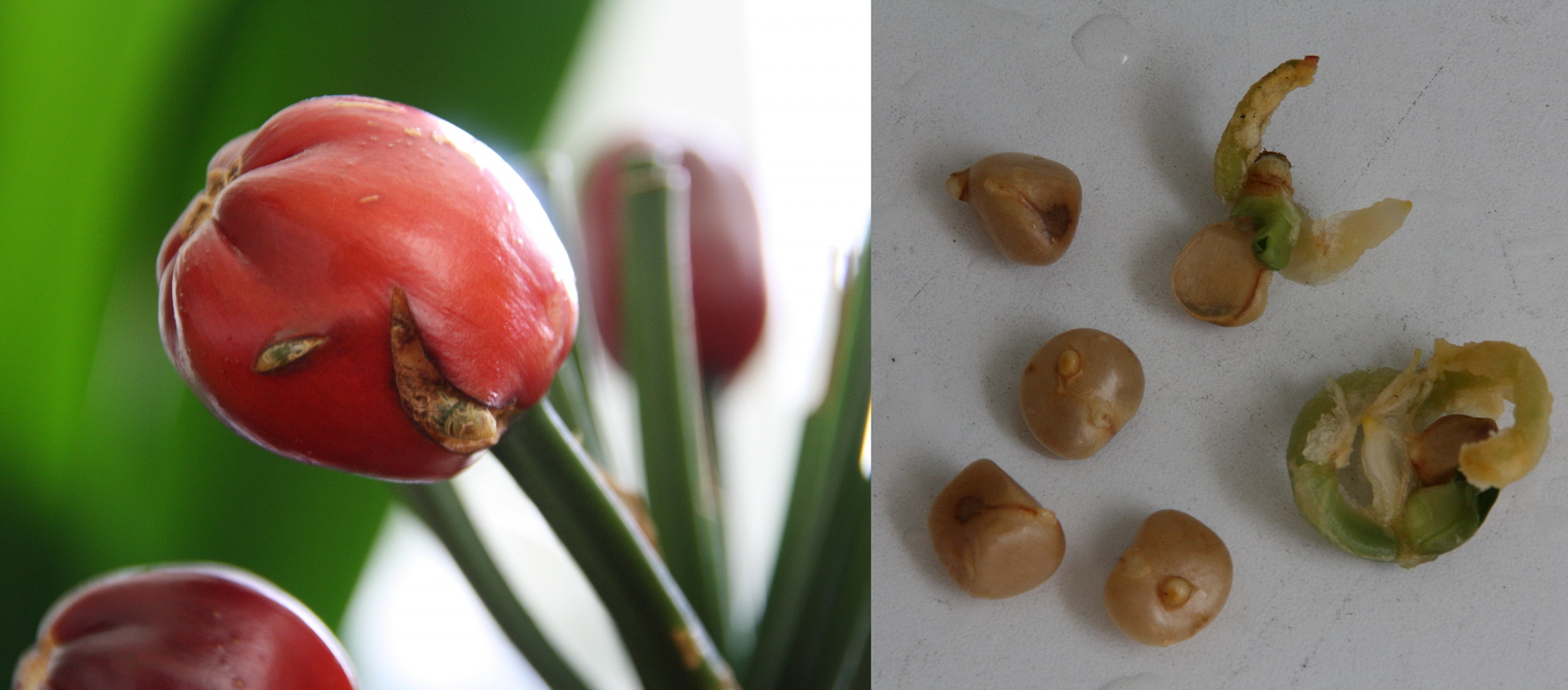
Beere mit keimenden Samen (links), aus Beere entnommene Samen (rechts)
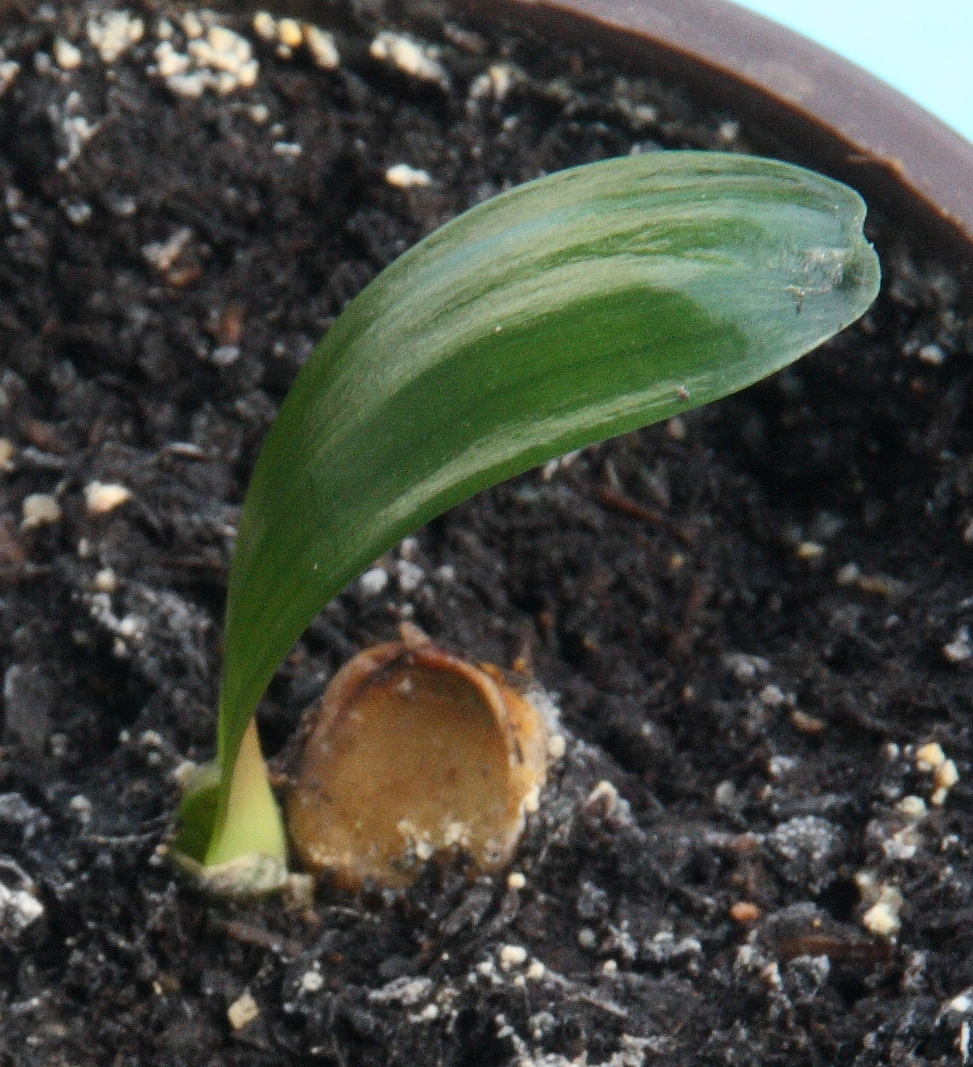
Keimling, etwa 2 Wochen nach Einsetzen in Blumenerde des in der Beere gekeimten Samens
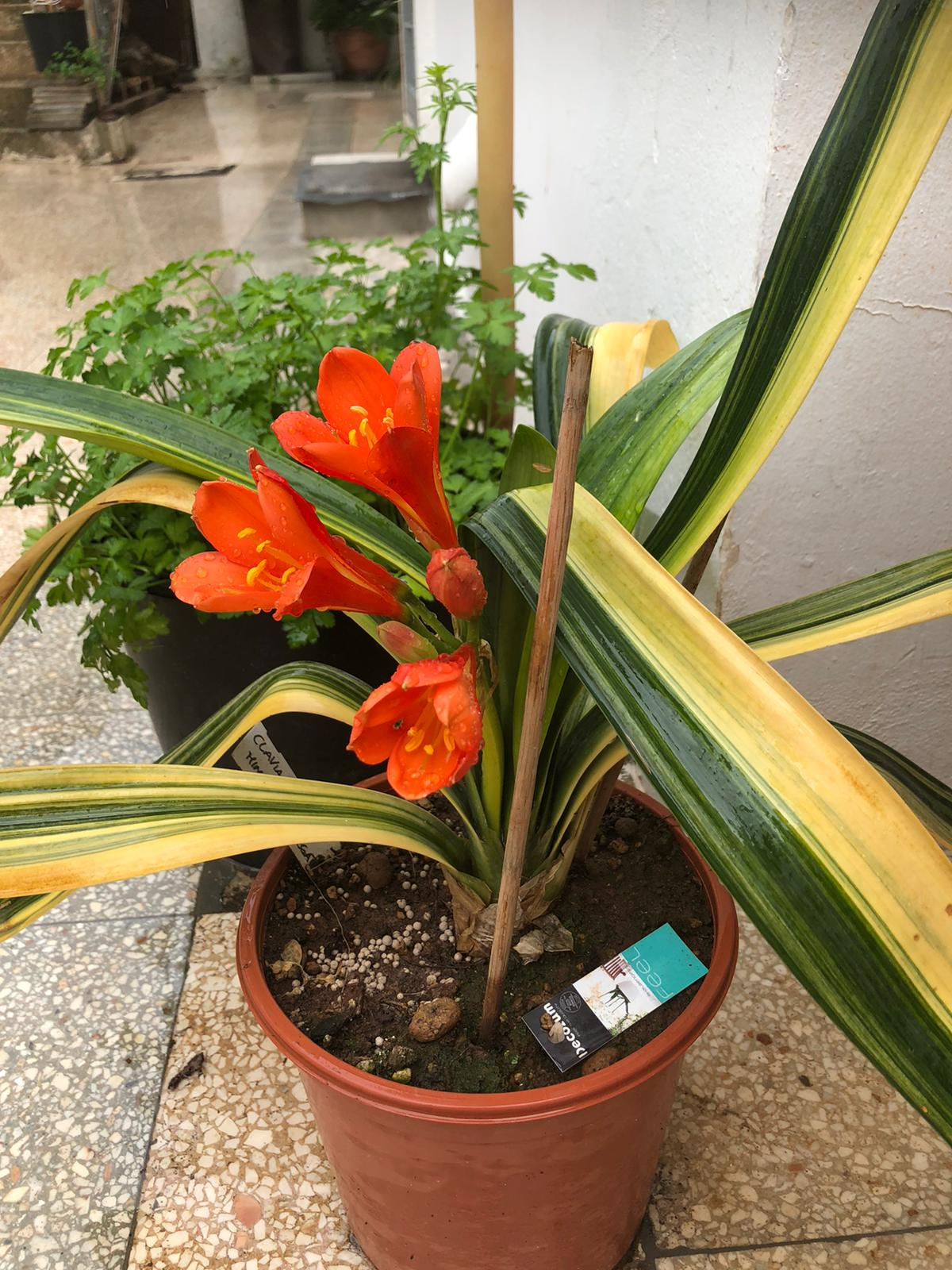
clivia miniata variegata